# In Plenty and In Time of Need
In Plenty and In Time of Need ist die Nationalhymne von Barbados. Sie wurde von Irving Burgie geschrieben, von C. Van Roland Edwards komponiert und 1966 offiziell angenommen.

## Text
| Original | Deutsche Übersetzung |
| --- | --- |
| In plenty and in time of need When this fair land was young Our brave forefathers sowed the seed From which our pride has sprung A pride that makes no wanton boast Of what it has withstood That binds our hearts from coast to coast The pride of nationhood | In der Fülle und in Zeiten der Not Als dieses schöne Land jung war Säten unsere Vorväter die Saat Aus der unser Stolz entsprungen ist Ein Stolz, der keinen Liederling angeben lässt Darüber, wem es widerstanden hat Das bindet unsere Herzen von Küste zu Küste Der Stolz der nationalen Identität |
| We loyal sons and daughters all Do hereby make it known These fields and hills beyond recall Are now our very own We write our names on history’s page With expectations great Strict guardians of our heritage Firm craftsmen of our fate                     | All wir treuen Söhne und Töchter Geben hiermit bekannt Diese Felder und Hügel, jenseits von Widerruf Sind uns jetzt ureigen. Wir schreiben unsere Namen auf die Seite der Geschichte Mit großen Erwartungen Strenge Wächter unseres Erbes Sichere Handwerker unseres Schicksals                      |
| The Lord has been the people’s guide For past three hundred years. With Him still on the people’s side We have no doubts or fears. Upward and onward we shall go, Inspired, exulting, free, And greater will our nation grow In strength and unity.            | Der Herr war der Führer des Volkes In den vergangenen dreihundert Jahren Mit Ihm noch immer auf der Seite des Volkes haben wir keine Zweifel oder Ängste. Aufwärts und vorwärts werden wir gehen, Inspiriert, jubelnd und frei, Und unsere Nation wird größer werden In Stärke und Einigkeit         |
| We loyal sons and daughters all Do hereby make it known These fields and hills beyond recall Are now our very own We write our names on history’s page With expectations great Strict guardians of our heritage Firm craftsmen of our fate                     | All wir treuen Söhne und Töchter Geben hiermit bekannt Diese Felder und Hügel, jenseits von Widerruf Sind uns jetzt ureigen. Wir schreiben unsere Namen auf die Seite der Geschichte Mit großen Erwartungen Strenge Wächter unseres Erbes Sichere Handwerker unseres Schicksals                      |